# Sergueï Martynov
Pour les articles homonymes, voir Sergueï Martynov (homonymie).
Sergueï Nikolaïevitch Martynov (en russe : Сергей Николаевич Мартынов ; en biélorusse : Сяргей Мікалаевіч Мартынаў, Siarheï Mikalaïevitch Martynaw), né le 22 février 1953 à Léninakan, est un homme politique biélorusse et ministre des Affaires étrangères de Biélorussie de mars 2003 à août 2012.
Sergueï Martynov est né à Léninakan (actuelle Gyumri), dans l'ancienne République socialiste soviétique d'Arménie. Diplômé de l'Institut d'État des relations internationales de Moscou en 1975, il intègre le ministère des Affaires étrangères de la République socialiste soviétique de Biélorussie. Il occupe un poste diplomatiques auprès de l'ONU de 1991 à 1992 puis fait partie de la délégation diplomatique biélorusse aux États-Unis. Il devient ambassadeur à Washington de 1993 à 1997 puis premier adjoint au ministre des Affaires étrangères de 1997 à 2001. C'est à cette date qu'il est nommé ambassadeur en Belgique, auprès de l'Union européenne et de l'OTAN jusqu'en 2003.
Le 21 mars 2003, il est choisi par Alexandre Loukachenko pour devenir ministre des Affaires étrangères de la république de Biélorussie. Peu après sa nomination, Sergueï Martynov est chargé par Alexandre Loukachenko d'entreprendre des discussions afin d'améliorer les relations entre la Biélorussie et l'Union européenne, mais celles-ci n'aboutissent pas.
Alexandre Loukachenko le limoge de ses fonctions le 20 août 2012.